# Nina Mae McKinney
Pour les articles homonymes, voir McKinney.
Nina Mae McKinney est une actrice noire américaine née à Lancaster (Caroline du Sud) le 12 juin 1913. Repérée par le réalisateur King Vidor dans un music-hall de Broadway où elle se produit avec la troupe Blackbirds of 1928, elle est embauchée pour tenir le premier rôle d'Hallelujah, première comédie musicale au casting entièrement noir.
Elle vient en Europe en 1932 et enregistre en France, 2 faces de 78 tours accompagnée par Garland Wilson (Novembre 1932)
Surnommée La Garbo noire, elle tournera dans une vingtaine d'autres films avant de décéder à New York dans l'anonymat le 3 mai 1967.

## Filmographie
- 1929 : Hallelujah ! de King Vidor

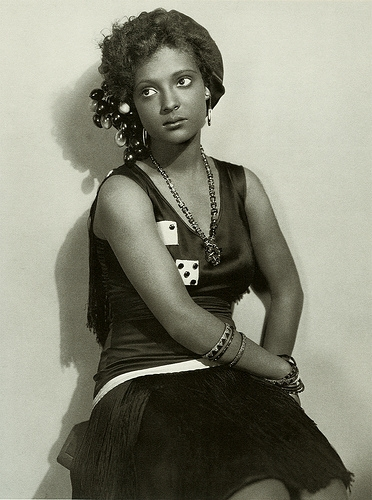
Nina McKinney Louise dans Hallelujah !

- 1931 : La Fille de l'enfer (Safe In Hell) de William A. Wellman
- 1931 : Pie Pie Blackbird de Roy Mack
- 1935 : Imprudente Jeunesse de Victor Fleming
- 1935 : Bozambo réalisé par Zoltan Korda
- 1936 : The Black Network de Roy Mack
- 1938 : Gun Moll (Gang Smashers) de Leo .C. Popkin
- 1944 : Dark Waters d'André de Toth
- 1949 : L'Héritage de la chair